# Ángela Sosa
 Ángela Sosa Martín (Sevilla, 16 de enero de 1993) es una futbolista española. Juega en cualquier posición del centro del campo y su equipo actual es el Levante Unión Deportiva. Es internacional con la selección absoluta de España.
Durante las seis temporadas que jugó en el Atlético de Madrid ganó tres Ligas y una Copa de la Reina y fue nombrada mejor jugadora de la Primera División. Disputó 194 partidos con el club rojiblanco y tiene una placa conmemorativa en el Paseo de las Leyendas.

## Trayectoria

### Inicios
Su padre fue futbolista y creció rodeada de balones, pero empezó a practicar atletismo hasta que decidió iniciarse en el fútbol. Se formó en la cantera del Sporting de Huelva pero debutó en categoría senior con el Sevilla FC en el año 2009. Esa temporada se produjo una ampliación de la Superliga y el Sevilla F. C. fue invitado, junto a otros clubes, a disputar la competición. En la primera fase el Sevilla quedó encuadrado en el grupo C quedando en quinta posición de siete participantes por lo que quedó fuera de la lucha por el título. En la Segunda Fase quedó segundo de siete participantes logrando plaza para la Copa de la Reina, en la que caerían eliminadas en octavos de final. En la temporada 2010/11 el Sevilla quedó cuarto en el grupo C que constaba de siete equipos. En la Segunda Fase quedó quinto en el Grupo C, también de siete equipos. Para la temporada 2011/12 se cambió el formato de competición a un grupo único de 18 equipos y con este cambio el Sevilla descendió a Segunda División.
Fue parte activa en la temporada 2011/12 para volver a primera división. El 13 de mayo de 2012 marcó un gol olímpico en el campo del Oiartzún, y en el partido final, a pesar de su juventud, fue la encargada de transformar un penalti.

### Consolidación en Primera División
En la temporada 2012/13 el club mantuvo la categoría al quedar en duodécima posición de liga. Sosa fue una de las jugadoras destacadas del equipo marcando 3 goles en 23 encuentros.
El 1 de agosto de 2013 el Sporting de Huelva, llamado Fundación Cajasol por razones de patrocinio ese año, llegó a un acuerdo con la jugadora para ficharla a sus 20 años. El club destacó en un comunicado su gran capacidad en la creación de juego, la buena técnica y el magnífico golpeo de balón. La temporada fue exitosa y contribuyó con 9 goles a que el equipo se clasificase para la Copa de la Reina. Sus buenas actuaciones hicieron que fuese una de las 3 nominadas en su puesto del Fútbol Draft. La prensa consideró que Sosa fue clave para el éxito del club.
La temporada siguiente fichó por el Atlético de Madrid, el traspaso se hizo oficial el 25 de julio de 2014. Debutó el 7 de septiembre de 2014 en un empate sin goles ante el Rayo Vallecano. El 4 de noviembre del mismo año marcó su primer gol en la victoria por 3 a 1 sobre Fundación Albacete. El 26 de abril de 2015 el club logró por primera vez la clasificación para la Liga de Campeones Femenina de la UEFA al quedar en segunda posición en la liga. En la Copa de la Reina el Atlético fue eliminado en semifinales por su exequipo, el Sporting de Huelva. Junto con Silvia Meseguer fueron las únicas jugadoras en disputar todos los encuentros de liga.

### Consagración en la élite

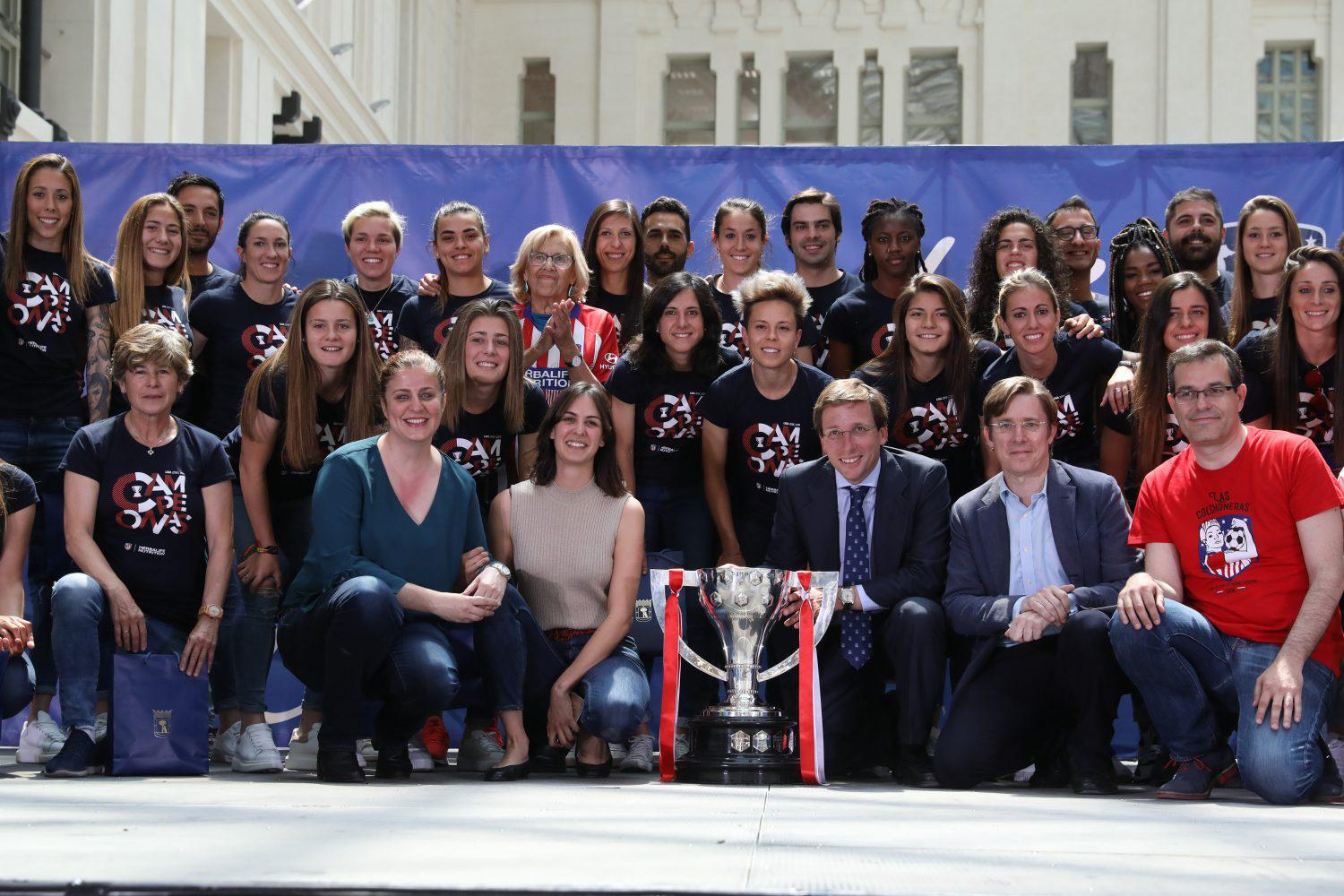
La alcaldesa recibe al equipo femenino del Atlético de Madrid ganador de la Liga Iberdrola 2019

En la temporada 2015/16 el Atlético debutó en Liga de Campeones eliminando al Zorky Krasnogorsk en dieciseisavos de final al remontar un 0-2 en la ida con un 0-3 en la vuelta, con gol a dos minutos del final de Deborah García a pase de Sosa, y cayendo en octavos ante el Olympique de Lyon que acabaría siendo el campeón. En La Liga quedó tercero y Sosa levantó su primer título al abrir el marcador y derrotar por 3 goles a 2 al F.C. Barcelona en la final.
En la temporada 2016/17 se proclamó campeona de Liga. También fue subcampeona de Copa al caer en la final ante el F.C. Barcelona.
En la temporada 2017/18 el equipo quedó eliminado en dieciseisavos de final de la Liga de Campeones por el Wolfsburgo, que sería finalista, y volvió a quedar campeón de Liga. Sosa fue nombrada mejor jugadora del equipo por la afición en la primera vuelta y en la temporada completa y por Marca.
En la temporada 2018/19 ha seguido siendo titular, y ha sido una de las jugadoras que más minutos han disputado durante la temporada. Sus buenas actuaciones le abrieron la puerta de la selección absoluta. Marcó un gol olímpico a pierna cambiada ante el Valencia en partido de Liga. El 30 de enero de 2018 marcó el primer gol del equipo en los cuartos de la Copa de la Reina ante el Athletic de Bilbao en San Mamés ante 48 121 espectadores, siendo el encuentro de fútbol femenino con más espectadores de la historia en España. El 5 de febrero de 2019 fue elegida mejor jugadora del equipo en la primera vuelta. El 15 de marzo de 2019 el Atlético de Madrid instaló una placa con su nombre en el paseo de las Leyendas conmemorando sus 100 partidos como rojiblanca desde que el equipo se integró en el organigrama del club. Terminó la temporada jugando todos los partidos de Liga y marcando 10 goles y dando 15 asistencias, y siendo destacada por la Liga como una de las jugadoras más determinantes del equipo. El 5 de mayo de 2019 el Atlético venció por 3-1 a la Real Sociedad con una asistencia suya y ganaron la Liga. Fue la máxima asistente del campeonato, con 16 pases de gol. Disputó la final de la Copa de la Reina, torneo, en el que el Atlético cayó ante la Real Sociedad. Fue elegida en el once ideal de la Liga, y Marca la nombró jugadora más valiosa por segunda temporada consecutiva.
En la temporada 2019-20 dio sendas asistencias de gol en la primera jornada de Liga ante el Sporting de Huelva y en el partido de ida de la Liga de campeones contra el Spartak de Subotica. Marcó el primer gol en la inauguración del nuevo estadio del Atlético de Madrid en Alcalá de Henares. Jugó 21 partidos de liga y marcó 9 goles y dio 6 asistencias antes de que se suspendiera con motivo de la pandemia del Covid-19 y quedó subcampeona del torneo. Fue elegida en el once ideal por el Diario Marca en las jornadas 2, 6, 7 y 8, y en las jornadas 6 y 8 por el patrocinador del torneo, Iberdrola, que también la nombró en el equipo ideal del año 2019. Disputó la semifinal la Supercopa en la que cayeron derrotadas por el F. C. Barcelona y el partido de octavos de final de la Copa de la Reina ante el Betis en el que pasaron las sevillanas al vencer en la tanda de penaltis.
El 5 de octubre de 2020, último día del mercado de fichajes, se anunció su traspaso al Real Betis.

## Selección
Debutó con la Selección sub-17 el 21 de octubre de 2008 en la victoria ante Croacia en la fase de clasificación del Campeonato Europeo. Disputó 3 partidos en esta categoría.
Varios especialistas en fútbol femenino habían cuestionado la ausencia de convocatorias de Sosa con la selección absoluta por su buen rendimiento con el Atlético de Madrid, hasta que debutó con la Selección Absoluta el 8 de noviembre de 2018 en un amistoso ante Polonia que ganaron las españolas por tres goles a uno. El 20 de mayo de 2019 Jorge Vilda dio la lista para el Mundial con la ausencia de Ángela Sosa, circunstancia que fue cuestionada ampliamente entre los periodistas deportivos.
Tras el Mundial fue convocada en agosto para disputar un partido amistoso tras caerse de la convocatoria una compañera por lesión, pero renunció a la convocatoria debido a una cirugía menor que ya tenía programada. El 8 de octubre de 2019 jugó su primer partido oficial en la victoria por 1-5 ante la República Checa en la segunda jornada de clasificación para la Eurocopa de 2021 al salir como sustituta en el minuto 71. 

## Estadísticas

### Clubes
Actualizado al último partido jugado el 21 de agosto de 2020.
| Club | Div.             | Temporada     | Liga  | Liga  | Liga   | Copas nacionales(1) | Copas nacionales(1) | Copas nacionales(1) | Copas internacionales(2) | Copas internacionales(2) | Copas internacionales(2) | Total | Total | Total  | Media goleadora(3) |
| Club | Div.             | Temporada     | Part. | Goles | Asist. | Part.               | Goles               | Asist.              | Part.                    | Goles                    | Asist.                   | Part. | Goles | Asist. | Media goleadora(3) |
| --- | ---------------- | ------------- | ----- | ----- | ------ | ------------------- | ------------------- | ------------------- | ------------------------ | ------------------------ | ------------------------ | ----- | ----- | ------ | ------------------ |
| Sevilla FC · España | Primera División | 2009-10       |       |       |        |                     |                     |                     | -                        | -                        | -                        |       |       |        |                    |
| Sevilla FC · España | Primera División | 2010-11       |       |       |        | -                   | -                   | -                   | -                        | -                        | -                        |       |       |        |                    |
| Sevilla FC · España | Segunda División | 2011-12       |       |       |        | -                   | -                   | -                   | -                        | -                        | -                        |       |       |        |                    |
| Sevilla FC · España | Primera División | 2012-13       | 23    | 3     | 1      | -                   | -                   | -                   | -                        | -                        | -                        | 23    | 3     | 1      | 0,13               |
| Sevilla FC · España | Total club       | Total club    | 23    | 3     | 1      |                     |                     |                     |                          |                          |                          | 23    | 3     | 1      | 0,13               |
| Sporting de Huelva · España | Primera División | 2013-14       | 29    | 9     |        |                     |                     |                     | -                        | -                        | -                        | 29+   | 9     |        | 0,31               |
| Sporting de Huelva · España | Total club       | Total club    | 29    | 9     |        |                     |                     |                     | -                        | -                        | -                        | 29+   | 9     |        | 0,31               |
| Atlético de Madrid · España | Primera División | 2014-15       | 30    | 2     | 4      | 2                   | 1                   | 0                   | -                        | -                        | -                        | 32    | 3     | 4      | 0,09               |
| Atlético de Madrid · España | Primera División | 2015-16       | 25    | 5     | 4      | 3                   | 2                   | 0                   | 4                        | 0                        | 1                        | 32    | 7     | 5      | 0,23               |
| Atlético de Madrid · España | Primera División | 2016-17       | 26    | 0     | 0      | 3                   | 0                   | 0                   | -                        | -                        | -                        | 29    | 0     | 0      | 0,00               |
| Atlético de Madrid · España | Primera División | 2017-18       | 30    | 8     | 4      | 4                   | 1                   | 1                   | 2                        | 0                        | 0                        | 36    | 9     | 5      | 0,25               |
| Atlético de Madrid · España | Primera División | 2018-19       | 30    | 10    | 16     | 4                   | 1                   | 0                   | 3                        | 0                        | 0                        | 36    | 11    | 16     | 0,31               |
| Atlético de Madrid · España | Primera División | 2019-20       | 21    | 9     | 6      | 2                   | 0                   | 0                   | 5                        | 1                        | 1                        | 28    | 10    | 7      | 0,36               |
| Atlético de Madrid · España | Total club       | Total club    | 161   | 34    | 34     | 18                  | 5                   | 1                   | 14                       | 1                        | 2                        | 194   | 40    | 37     | 0,21               |
| Real Betis · España | Primera División | 2020-21       |       |       |        |                     |                     |                     | -                        | -                        | -                        |       |       |        |                    |
| Real Betis · España | Total club       | Total club    |       |       |        |                     |                     |                     | -                        | -                        | -                        |       |       |        |                    |
| Total carrera | Total carrera    | Total carrera | 214+  | 46+   | 35+    | 18+                 | 5+                  | 1+                  | 14                       | 1                        | 2                        | 246+  | 52+   | 38+    | 0,21               |
| (1) Incluye datos de la Copa de la Reina. (2) Incluye datos de la Liga de campeones femenina. (3) No incluye goles en partidos amistosos. |                  |               |       |       |        |                     |                     |                     |                          |                          |                          |       |       |        |                    |

### Selección
Actualizado al último partido jugado el 11 de marzo de 2020.
| Selecciones                                                                                                | Año           | Europeo(4) | Europeo(4) | Europeo(4) | Mundial (4) | Mundial (4) | Mundial (4) | Amistosos | Amistosos | Amistosos | Total | Total | Total  | Media goleadora |
| Selecciones                                                                                                | Año           | Part.      | Goles      | Asist.     | Part.       | Goles       | Asist.      | Part.     | Goles     | Asist.    | Part. | Goles | Asist. | Media goleadora |
| --- | ------------- | ---------- | ---------- | ---------- | ----------- | ----------- | ----------- | --------- | --------- | --------- | ----- | ----- | ------ | --------------- |
| Sub-17 · España                                                                                            | 2008          | 3          | 0          | 0          | -           | -           | -           | 0         | 0         | 0         | 3     | 0     | 0      | 0,00            |
| Sub-17 · España                                                                                            | Total         | 3          | 0          | 0          | 0           | 0           | 0           | 0         | 0         | 0         | 3     | 0     | 0      | 0,00            |
| Abs · España                                                                                               | 2018          | 0          | 0          | 0          | 0           | 0           | 0           | 1         | 0         | 0         | 1     | 0     | 0      | 0,00            |
| Abs · España                                                                                               | 2019          | 2          | 0          | 0          | 0           | 0           | 0           | 2         | 0         | 0         | 4     | 0     | 0      | 0,00            |
| Abs · España                                                                                               | 2020          | 0          | 0          | 0          | -           | -           | -           | 1         | 0         | 0         | 1     | 0     | 0      | 0,00            |
| Abs · España                                                                                               | Total         | 2          | 0          | 0          | 0           | 0           | 0           | 4         | 0         | 0         | 6     | 0     | 0      | 0,00            |
| Total carrera                                                                                              | Total carrera | 4          | 0          | 0          | 0           | 0           | 0           | 4         | 0         | 0         | 8     | 0     | 0      | 0,00            |
| (4) Se incluyen partidos en fases clasificatorias, no incluye Torneo de Exentos ni Torneo Desarrollo UEFA. |               |            |            |            |             |             |             |           |           |           |       |       |        |                 |

## Palmarés

### Campeonatos nacionales
| Título           | Club               | País   | Año     |
| ---------------- | ------------------ | ------ | ------- |
| Copa de la Reina | Atlético de Madrid | España | 2016    |
| Primera División | Atlético de Madrid | España | 2016-17 |
| Primera División | Atlético de Madrid | España | 2017-18 |
| Primera División | Atlético de Madrid | España | 2018-19 |

### Distinciones individuales
| Distinción | Año     |
| --- | ------- |
| Finalista Fútbol Draft | 2014    |
| Mejor Jugadora Jornada 8 de Liga | 2017-18 |
| Jugadora 5 estrellas de la primera vuelta de la Liga del Atlético de Madrid                                                          | 2017-18 |
| Jugadora 5 estrellas de la Liga del Atlético de Madrid                                                                               | 2017-18 |
| Mejor jugadora de la Liga según Marca                                                                                                | 2017-18 |
| Mejor jugadora de la Liga Iberdrola de la temporada 2017/18 por parte de la Federación Andaluza de Fútbol en la Gala al Juego Limpio | 2017-18 |
| Mejor Jugadora Jornada 12 de Liga | 2018-19 |
| Jugadora 5 estrellas de la primera vuelta de la Liga del Atlético de Madrid                                                          | 2018-19 |
| Placa en Paseo de las Leyendas del Atlético de Madrid                                                                                | 2019    |
| Jugadora 5 estrellas de la segunda vuelta de la Liga del Atlético de Madrid                                                          | 2018-19 |
| Máxima asistente de la Liga | 2018-19 |
| Once Ideal de la Liga | 2018-19 |
| Premio Marca a la Jugadora Más Valiosa                                                                                               | 2018-19 |
| Once ideal de Marca en la Jornada 2, 6, 7, y 8 de la Primera Iberdrola                                                               | 2019-20 |
| Once ideal de las Jornadas 6 y 8 de Primera Iberdrola                                                                                | 2019-20 |
| Once Ideal Primera Iberdrola 2019 | 2019    |